# 复旦软件园
复旦软件园是中華人民共和國上海市楊浦區的一個辦公區，由复旦大学和上海复旦复华科技股份有限公司于1999年共同发起成立，中華人民共和國科技部火炬中心曾认定當地為“国家火炬计划软件产业基地”。2014年6月，复旦软件园办公楼投入使用。入驻在复旦软件园的企业大多数为科技型中小企业。